# Earophila oculisigna
Earophila oculisigna är en fjärilsart som beskrevs av Louis Beethoven Prout 1923. Earophila oculisigna ingår i släktet Earophila och familjen mätare. Inga underarter finns listade i Catalogue of Life.